# Nicolau IV de Constantinopla
Nicolau IV de Constantinopla (em grego:  Νικόλαος Μουζάλων), dito Muzalon (sobrenome de sua família), foi o patriarca grego ortodoxo de Constantinopla entre dezembro de 1147 e março ou abril de 1151.

## Vida e obras
Nicolau nasceu por volta de 1070 e provavelmente iniciou a sua carreira ensinando os Evangelhos. O imperador bizantino Aleixo I Comneno (r. 1081-1118) o apontou como arcebispo de Chipre, mas ele abdicou da função por volta de 1110. Ele passou os próximos trinta e sete anos no mosteiro de São Cosme e Damião, no subúrbio de Cosmídio em Constantinopla (atual bairro de Eyüp).
Ele foi eleito para o trono patriarcal em 1147 para substituir o patriarca Cosme II, que foi deposto acusado de bogomilismo (por sua relação com o monge Nifão). Sua eleição, porém, provocou uma considerável controvérsia: sua validade canônica foi questionada, uma vez que ele tinha renunciado voluntariamente à sua sé episcopal anterior. Eventualmente, ele acabou sendo forçado a renunciar esta também, vindo a morrer no ano seguinte, em 1152.
Ele escreveu diversas obras teológicas, entre elas um tratado refutando a Filioque endereçado a Aleixo I e uma vívida defesa poética de sua primeira abdicação.